# Louis Cane

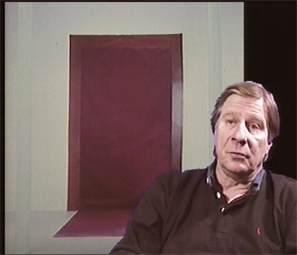
Louis Cane (1995)

Louis Cane (* 13. Dezember 1943 in Beaulieu-sur-Mer; † 4. November 2024 in Paris) war ein französischer Maler und Bildhauer.

## Leben und Werk
Louis Cane studierte an der École Nationale des Arts Décoratifs in Nizza und schloss ein zweijähriges Studium an der École nationale supérieure des arts décoratifs in Paris 1968 ab. Er machte Bekanntschaft mit Philippe Sollers, Marcelin Pleynet und Jacques Henric. Er war Mitbegründer der Zeitschrift Peinture, cahiers théoriques, die von 1971 bis 1985 herausgegeben wurde.
Cane gehörte zu der französischen Künstlergruppe Supports/Surfaces.

## Ausstellungen (Auswahl)
- 1971 Suport/Surface in Paris und Nizza
- 1977 Centre Georges Pompidou, Paris
- 1977 documenta 6, Kassel
- 1978 Louis Cane. Werke 1968-1978 Kunsthalle Bielefeld, Bielefeld
- 1979 „Galerie Art in Progress“ in Düsseldorf und München
- 1992 Manifeste Centre Georges Pompidou, Paris.
- 1992 LWL-Museum für Kunst und Kultur, Münster
- 1995 Louis Cane Daniel Dezeuze und Claude Viallat Musée de la Chartreuse de Douai, Douai
- 2000 Museu de Arte Moderna de São Paulo, São Paulo
- 2011 Louis Cane–Claude Viallat Galerie Bernard Ceysson, Paris
- 2013 France-Italie Palazzo della Promotrice delle Belle Arti, Turin

## Auszeichnungen
- 1968 Prix de Rome Rouge für Malerei